# NGC 7797
NGC 7797 ist eine Spiralgalaxie vom Hubble-Typ Sbc im Sternbild Fische auf der Ekliptik. Sie ist schätzungsweise 400 Millionen Lichtjahre von der Milchstraße entfernt und hat einen Durchmesser von etwa 115.000 Lj.
Das Objekt wurde am 6. Dezember 1790 von William Herschel entdeckt.